# NGC 7237
NGC 7237 је елиптична галаксија у сазвежђу Пегаз која се налази на NGC листи објеката дубоког неба.
Деклинација објекта је + 13° 50' 27" а ректасцензија 22h 14m 46,9s. Привидна величина (магнитуда) објекта NGC 7237 износи 13,9 а фотографска магнитуда 14,9. Налази се на удаљености од 81,508 милиона парсека од Сунца. NGC 7237 је још познат и под ознакама UGC 11958, MCG 2-56-24, CGCG 428-58, ARP 169, 3C 442, 2ZW 172, KCPG 564B, PGC 68383.